# Schwätzer (Tschechow)

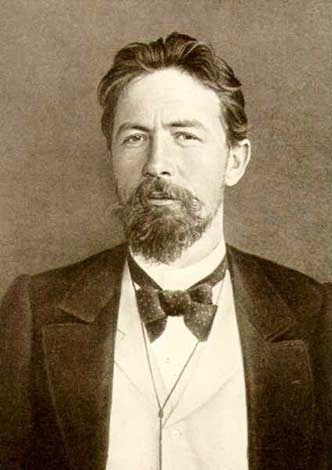
Anton Tschechow

Schwätzer (russisch Свистуны, Swistuny) ist eine Kurzgeschichte des russischen Schriftstellers Anton Tschechow, die am 23. August 1885 im Wochenblatt Oskolki erschien. Der Autor persifliert die Slawophilen.

## Inhalt
Gutsbesitzer Alexej Fjodorowitsch Wosmjorkin hat Besuch. Er zeigt seinem Bruder, dem Magister, den Gutshof. Beide betreten eine baufällige Hütte. Das darin an einem langen Tisch Erbsensuppe löffelnde Gesinde unterbricht die Mahlzeit und erhebt sich. Alexej Wosmjorkin stellt das um den Tisch versammelte russische Volk gegenüber den Franzosen und Deutschen als das bessere heraus. Der Magister widerspricht und wird vom Hausherrn Westler genannt. Alexej Wosmjorkin untermauert nun die Richtigkeit seiner Behauptung an ein paar lebenden Beispielen. Da ist der Viehhirte Filka an der Reihe. Dieser grient statt einer Antwort. Der Kutscher Antip als nächstes Exempel ist gesprächiger. Er redet seinem slawophilen Herrn nach dem Munde und wird dafür gelobt. Die kräftige Viehmagd Dunjaschka als Beispiel Nummer drei errötet und bringt kein Wort über die Lippen. Den Ausklang muss die Vorsängerin Ljubka mit einem Lied gestalten. Alle am Tisch singen den Refrain brav mit. Das findet der Magister notierenswert. Es handelt sich nämlich um eine Variante des Volksliedes, das Kirejewski in der 7. Auflage seiner Sammlung aufgezeichnet hat.
Darauf speisen und ruhen die Brüder ausgiebig im Herrenhaus. Auf Geheiß des Hausherrn soll Ljubka als krönenden Abschluss des instruktiven Tages mit dem Gesinde einen Reigen zu Ehren des Gastes aufführen. Aber rasch muss es gehen, bestimmt Alexej Wosmjorkin.

## Verfilmung
- 1998, Russland, VID-TV[2] und Tschechow-Kunsttheater Moskau: Tschechow und Company[3], Staffel 7 (russisch) von Sinowi Roisman[4], Dmitri Brusnikin[5] und Alexander Feklistow mit Boris Schtscherbakow[6] als Gutsbesitzer Wosmjorkin, Igor Wassiljew[7] als Magister und Wladimir Kaschpur[8] als Kutscher Antip.

## Verwendete Ausgabe
- Schwätzer. In: Gerhard Dick (Hrsg.): Anton Tschechow: Vom Regen in die Traufe. Kurzgeschichten. Aus dem Russischen übersetzt von Ada Knipper und Gerhard Dick. Mit einem Vorwort von Wolf Düwel (= Gerhard Dick, Wolf Düwel (Hrsg.): Anton Tschechow: Gesammelte Werke in Einzelbänden. Band 1). Rütten & Loening, Berlin 1964, OCLC 770631122&, S. 364–369.